# Rejon Oboriszte
Rejon Oboriszte (bułg.: Район Оборище) – rejon w obwodzie miejskim Sofii, w Bułgarii. Populacja wynosi 36 000 mieszkańców.